# B.G., the Prince of Rap
B.G., the Prince of Rap , właśc. Bernard Greene (ur. 28 września 1965 w Waszyngtonie, zm. 21 stycznia 2023 w Wiesbaden) – amerykański raper i twórca muzyki eurodance. Znany z piosenek „This Beat is Hot”, „Take Control  of The Party” oraz „The Colour on My Dreams”, które przyniosły mu umiarkowany sukces w Niemczech.

## Albumy
- 1991: The Power of Rhythm
- 1994: The Time is Now
- 1996: Get the Groove On

## Single
- 1990: „Rap to the World”
- 1991: „This Beat Is Hot”, „Give Me the Music”, „Take Control of the Party”
- 1992: „The Power of Rhythm”
- 1993: „Can We Get Enough?”
- 1994: „The Colour of My Dreams”, „Rock a Bit” 37
- 1995: „Can't Love You”
- 1996: „Stomp”, „Jump to This (Allnight!)”, „Take Me Through the Night”